# Nördlicher Torsteingletscher
Der Nördliche Torsteingletscher zählt zu den westlichen Kleingletschern im Dachsteinmassiv.

## Lage und Beschreibung
Der Nördliche Torsteingletscher entstammt einem nach Westen offenen hochgelegenen Kar am Fuß des Torsteins, in dessen Schattenwinkel ein Großteil des Nährgebietes liegt. Neben einer je nach Jahreszeit mehr oder weniger großen Firn- und Eisfläche liegt ein Teil des Gletschers unter einer aus den Wänden des Torsteins herstammenden Schuttbedeckung, bereits 1997 beobachtete Roman Moser, dass bereits die Hälfte des Eisfeldes als Blockgletscher ausgebildet war.

## Hochstand von 1850 und Rückzugsphasen
Zur Zeit des Gletscherhochstandes von 1850 war der Nördliche Torsteingletscher jedenfalls mit dem Kleinen Gosaugletscher und zumindest im Nährgebiet auch mit dem Südlichen Torsteingletscher verbunden. Die gemeinsame Gletscherzunge erstreckte sich nach Friedrich Simony lückenlos bis zur Eiskarlspitze.
Der rasche Rückzug der Gletscher nach 1850 bewirkte Ende der achtziger Jahre des 19. Jahrhunderts die Trennung vom Kleinen Gosaugletscher, auch das Eisfeld im westlichen Windlegerkar wurde als selbständiges Eisfeld erkannt und bald als Südlicher Torsteingletscher bezeichnet.
Für 1915 wird für den Nördlichen Torsteingletscher eine Fläche von 8,2 ha angegeben, in den fünfziger Jahren noch 7,3 ha ausgewiesen, 1991 waren es nur mehr 5 bis 6 ha.  Die Angabe eines aktuellen Wertes ist aufgrund der Schuttbedeckung problematisch, dürfte aber bei nur mehr rund 4 bis 5 ha liegen.